# オリバー・R・スムート
オリバー・リード・スムート・ジュニア（Oliver Reed Smoot, Jr.、1940年8月24日）は、マサチューセッツ工科大学(MIT)の卒業生で、2001年から2002年まで米国国家規格協会(ANSI)議長、2003年から2004年まで国際標準化機構(ISO)会長を務めた。
MIT在学中、所属していたフラタニティの活動で、ハーバード橋の長さを測る単位として、スムートの身長を元にしたスムートという単位が作られた。この単位は、2011年に発刊されたアメリカ・ヘリテッジ英語辞典第5版で新語として追加された。

## 若年期
スムートは1940年8月24日にテキサス州ベア郡で生まれた。
マサチューセッツ工科大学に入学し、フラタニティ組織のラムダ・カイ・アルファに入った。経済学、政治学、数学を専攻し、1962年に卒業して理学の学士号を取得した。その後、ジョージタウン大学ロー・センターで法務博士号を取得した。

## キャリア
1969年から、コンピュータ業界の業界団体である米国情報技術工業協議会(ITI)で働き始め、同業界の標準の開発に従事した。ITIのエグゼクティブ・ヴァイス・プレジデントを23年間務めた後、2000年から2005年までITIの対外自主規格関係担当ヴァイス・プレジデントを務めた。
2000年3月20日、下院科学・宇宙・技術委員会の技術小委員会の公聴会で、「今日の社会と将来における技術標準の役割」という演説を行った。
2008年10月4日、「スムート」という単位が生まれて50周年となることを記念する式典がMITで行われ、スムートが招待された。式典では、ハーバード橋に銘版が設置され、1スムートの長さのスティックがスムートに贈られた。2016年5月7日、MITが現在地に移転して100周年を記念するパレードが行われ、スムートがグランドマーシャルを務めた。

## 私生活
スムートは妻のサンドラとともにサンディエゴに住んでいる。息子が2人おり、2人ともMITに入学した。スムートは息子たちに、自分と同じことをしてスムートという単位を更新するように言ったが、2人とも断ったという。
天体物理学者でノーベル物理学賞を受賞したジョージ・スムートや、スムート・ホーリー関税法に名を残すリード・スムート上院議員は、スムートの遠戚にあたる。